# Viktor Schlatter
Viktor Schlatter (* 19. Februar 1899 in St. Gallen; † 1973) war ein Schweizer Organist und Orgelexperte.

## Leben
Viktor Schlatter studierte an der Berliner Hochschule für Musik als Schüler von Walter Fischer (1871–1931). Anschliessend absolvierte er ein Orgelbau-Praktikum in Hannover mit einem Studienaufenthalt in Paris. Von 1924 bis 1926 war er als Organist in St. Gallen tätig. Zwischen 1926 und 1970 war Schlatter Organist am Zürcher Grossmünster.

## Werk
Viktor Schlatter gilt als einer der Experten im schweizerischen Orgelbau des 20. Jahrhunderts. Mit Hilfe seiner Gutachten wurden viele alte Orgel restauriert oder neu gebaute Orgeln disponiert.  Er war massgeblich zuständig für den Neubau der Hauptorgel im Grossmünster, die nach der Fertigstellung 1960 unter eidgenössischen Denkmalschutz gestellt wurde.
Für die Zeitschrift «Der Organist» schrieb Schlatter eine Reihe von Artikeln. Bei seinen Beiträgen lag der Schwerpunkt vor allem bei Orgelbaufragen.

## Orgelbauexpertisen
Die derzeit bekannten Orgelbauexpertisen von Viktor Schlatter.
| Jahr | Ort                            | Objekt                 | Orgelbauer       | Details, Bemerkungen                                                               |
| ---- | ------------------------------ | ---------------------- | ---------------- | ---------------------------------------------------------------------------------- |
| 1928 | Amriswil                       | Hausorgel Biedermann   | Kuhn             | I/P/7, Taschenladen, mechanische Traktur, pneumatische Registratur                 |
| 1928 | Steinmaur                      | reformierte Kirche     | Kuhn             | II/P/11, Taschenladen, pneumatisch                                                 |
| 1928 | Niederhasli                    | reformierte Kirche     | Kuhn             | II/P/10, Taschenladen, pneumatisch                                                 |
| 1928 | Kreuzlingen                    | evangelische Kirche    | Kuhn             | III/P/27, Taschenladen, pneumatisch, zusammen mit H. Biedermann                    |
| 1929 | Zürich                         | St. Jakob              | Kuhn             | Umbau, III/P/?, Taschenladen, pneumatisch                                          |
| 1930 | Zürich                         | neuapostolische Kirche | Kuhn             | II/P/17, Taschenladen, pneumatisch                                                 |
| 1932 | Zürich-Wipkingen               | Kirchgemeindehaus      | Kuhn             | III/P/30, Taschenladen, elektrisch (6 Setzer), mit H. Biedermann                   |
| 1933 | Thalwil                        | reformierte Kirche     | Kuhn             | Umbau, III/P/51, Registerkanzellen, elektrisch, mit K. W. Senn                     |
| 1934 | Wagenhausen TG                 | Propsteikirche         | Kuhn             | II/P/7, Taschenladen, pneumatisch                                                  |
| 1934 | Wald ZH                        | Hausorgel M. Spoerry   | Kuhn             | II/P/7, Taschenladen, pneumatisch                                                  |
| 1936 | Rüti ZH                        | reformierte Kirche     | Kuhn             | III/P/36, Hängeventile, elektropneumatisch                                         |
| 1936 | Zumikon                        | reformierte Kirche     | Kuhn             | II/P/13, Hängeventile, pneumatisch                                                 |
| 1936 | Industriequartier Zürich       | Johanneskirche         | Kuhn             | Umbau II/P/28, Taschenladen, pneumatisch                                           |
| 1937 | Sternenberg ZH                 | reformierte Kirche     | Kuhn             | II/P/10, Taschenladen, pneumatisch                                                 |
| 1940 | Küsnacht ZH                    | reformierte Kirche     | Kuhn             | III/P/33, Schleifladen, elektrisch, mit J. Handschin                               |
| 1942 | Zürich                         | Wasserkirche           | Kuhn             | II/P/28, Schleifladen, mechanischpneumatisch                                       |
| 1943 | Rheinau ZH                     | Klosterkirche          | Kuhn             | Restaurierung, III/P/37, Schleifladen, mechanisch, mit E. Schiess und S. Koller    |
| 1943 | Uznach                         | reformierte Kirche     | Kuhn             | II/P/7, Schleifladen, mechanischpneumatisch                                        |
| 1944 | Buchs ZH                       | reformierte Kirche     | Kuhn             | II/P/8, Schleifladen, mechanisch                                                   |
| 1943 | Küsnacht ZH                    | Hausorgel H. Dubs      | Kuhn             | II/P/11, Schleifladen, mechanisch                                                  |
| 1947 | Meilen                         | reformierte Kirche     | Kuhn             | III/P/39, Schleifladen, mechanischpneumatisch                                      |
| 1947 | Brusio                         | reformierte Kirche     | Ziegler          | Restaurierung, Serassi 1787, I/P/16, Springladen                                   |
| 1949 | Niederweningen                 | reformierte Kirche     | Kuhn             | II/P/15, Schleifladen, mechanischpneumatisch                                       |
| 1949 | St. Margrethen                 | reformierte Kirche     | Kuhn             | II/P/21, Schleifladen, mechanisch-pneumatisch                                      |
| 1949 | Maschwanden                    | reformierte Kirche     | Genf             | II/P/17, Schleifladen, mechanischpneumatisch                                       |
| 1950 | Buchs ZH                       | reformierte Kirche     | Genf             | II/P/10, Schleifladen, mechanisch                                                  |
| 1950 | Kollbrunn                      | reformierte Kirche     | Kuhn             | II/P/11, Schleifladen, mechanisch                                                  |
| 1950 | Männedorf                      | Kirchgemeindehaus      | Kuhn             | II/P/12, Schleifladen, elektrisch, elektro-pneumatisch                             |
| 1952 | Wetzwil ob Herrliberg          | Ref. Kirche            | Metzler          | II/P/10, Schleifladen, mechanisch                                                  |
| 1953 | Bäretswil                      | reformierte Kirche     | Kuhn             | III/P/30, Schleifladen, mechanischelektrisch                                       |
| 1954 | Bonstetten                     | reformierte Kirche     | Genf             | II/P/18, Schleifladen, mechanisch                                                  |
| 1957 | Hallau                         | Dorfkirche             | Kuhn             | II/P/20, Schleifladen, mechanisch, elektropneumatisch                              |
| 1960 | Opfertshofen SH                | Reformierte Kirche     | Metzler          | II/P/10, Schleifladen, mechanisch                                                  |
| 1960 | Zürich                         | Grossmünster           | Metzler          | IV/P/67, Schleifladen, mechanisch, elektropneumatisch                              |
| 1960 | Hombrechtikon                  | reformierte Kirche     | Kuhn             | III/P/35, Schleifladen, mechanisch, mechanisch-pneumatisch (Pedal)                 |
| 1961 | Sitzberg (Gemeinde Turbenthal) | reformierte Kirche     | Metzler          | Restaurierung, II/P/22, Zufügung Oberwerk (Instrument von Georg Friedrich Schmahl) |
| 1961 | Adliswil                       | reformierte Kirche     | Metzer           | III/P/26, mechanisch                                                               |
| 1963 | Kappel am Albis                | Klosterkirche          | Kuhn             | II/P/16, Schleifladen, mechanisch                                                  |
| 1966 | Windisch AG                    | reformierte Kirche     | Neidhart & Lhôte | II/P/28, Schleifladen, mechanisch                                                  |
| 1968 | Heerbrugg                      | reformierte Kirche     | Kuhn             | II/P/17, Schleifladen, mechanisch                                                  |
| 1968 | Basel                          | Peterskirche           | Neidhart & Lhôte | III/P/36, Schleifladen, mechanisch, mit R. Scheidegger                             |
| 1969 | Dornach SO                     | katholische Kirche     | Bosch            | III/P/40, Schleifladen, mechanisch, elektrisch, mit R. Bruhin                      |
| 1973 | Hinwil                         | reformierte Kirche     | Mathis           | III/P/33, Schleifladen, mechanisch, mit E. Heer                                    |

## Veröffentlichungen
- Die Orgel im Großmünster Zürich. (Gemeinsam mit Friedrich Jakob und Paul Hintermann). Zürich 1962.[4]
- Orgelfahrt durch Spanien. In: Musik und Gottesdienst, 1955, S. 49–59.
- Gedanken zum Orgeleinbau. In: Die reformierte Kirche zu Windisch. Herausgegeben von der Kirchenpflege Windisch zur Erinnerung an die Renovation 1964–1967. Buchdruckerei Effingerhof, Brugg 1968, S. 22–24.